# Тета Весов
Тета Весов (лат. θ Librae), 46 Весов (лат. 46 Librae), HD 142198 — одиночная звезда в созвездии Весов на расстоянии приблизительно 166 световых лет (около 51 парсека) от Солнца. Видимая звёздная величина звезды — +4,16m. Возраст звезды оценивается как около 3,4 млрд лет.

## Характеристики
Тета Весов — жёлтый гигант спектрального класса G9IIIb. Масса — около 1,47 солнечной, радиус — около 12,27 солнечных, светимость — около 68,1 солнечных. Эффективная температура — около 4739 К.